# Памятник барону Мюнхгаузену (Хмельницкий)
Памятник-фонтан барону Мюнхгаузену (Хмельницкий) — памятник Иерониму Карлу Фридриху фон Мюнхгаузену, историческому лицу и литературному персонажу, чье имя стало нарицательным как обозначение человека, рассказывающего невероятные истории. Памятник находится в центральной части города Хмельницкий, во дворе жилого дома по улице Каменецкой, 48. С точки зрения искусствоведения, памятник правильнее называть «парковой скульптурой». Известен, как первый памятник барону Мюнхгаузену на территории СССР.

## Описание
Скульптура выполнена из бетона для организации дворового пространства. Согласно одному из рассказов о бароне, укрощённый им в Литве и полученный в подарок конь, во время штурма Очакова теряет свою заднюю часть (примечательно, что реальный фон Мюнхгаузен действительно участвовал в этом сражении). Затем барон находит её на лугу в окружении молоденьких кобыл и, не удивившись этому, сшивает коня молодыми ростками лавра, в результате чего он срастается, а ростки лавра дают корни. По мотивам этой истории, барон Мюнхгаузен изображён в виде всадника на коне, который, однако, имеет лишь переднюю часть. Скульптура создана таким образом, что при действующем фонтане конь пьёт воду из бочки и она одновременно выливается сзади, за чем с удивлением наблюдает оглянувшийся барон. Фигура барона является лишь частью композиции, ёмкость сзади задумывалась как бассейн для детей, кроме того, в состав композиции входила крепость. У ног барона написано: «укр. Це той, що за один раз сорок сім качок б’є» (Это тот, что за один раз сорок семь уток бьёт).

## История сооружения памятника
Памятник был сооружен в 1970 и в то являлся первым в своем роде в СССР. Авторы памятника — Григорий Мамона и М. Е. Андрийчук (с 1987 — Заслуженный художник УССР), скульптор — Валентина Ляшко. Тогда они поселились в ведомственный дом, специально построенный для деятелей искусства и по собственной инициативе решили украсить его двор.
Начиная с 2008, власти города планировали перенести памятник в более подходящее место и отреставрировать его, однако по техническим (необходимость водоснабжения), экономическим и другим причинам проект не был реализован. На 2013 скульптура находится в неудовлетворительном состоянии и требует ремонта, фонтан не действует. Расположение памятника не способствует его известности даже в пределах Хмельницкого.